# Riccardo Plantageneto, III duca di York
Riccardo Plantageneto, in inglese Richard Plantagenet, 3rd Duke of York (21 settembre 1411 – Wakefield, 30 dicembre 1460), fu il terzo duca di York dal 1415, conte di March e conte dell'Ulster, dal 1425 e quarto conte di Cambridge dal 1426, sino alla sua morte. Inoltre, sempre dal 1425 fu pretendente al trono d'Inghilterra e nel 1460 fu designato dal parlamento erede al trono.
Fu uno dei membri della famiglia reale che svolsero funzioni di rilievo in Francia durante l'ultima fase della guerra dei cent'anni e in Inghilterra durante la pazzia di Enrico VI. Proprio il suo conflitto, quale pretendente al trono inglese, con Enrico VI, fu uno dei fattori politici più rilevanti dell'Inghilterra del XV secolo ed una delle cause scatenanti della guerra delle due rose, a cui Riccardo diede inizio, nel 1455. Pur essendo stato designato, dal parlamento inglese, quale legittimo successore di Enrico VI, non diventò mai re, al contrario di due dei suoi figli: Edoardo IV e Riccardo III.

## Origine
Figlio del futuro terzo conte di Cambridge, Riccardo (figlio minore, terzogenito di Edmondo Plantageneto, I duca di York, a sua volta figlio maschio quintogenito di Edoardo III d'Inghilterra) e di Anna Mortimer, figlia dell'erede al trono inglese, il conte di March, Ruggero Mortimer (1374-1398) e di Eleonora Holland (1373-1405), figlia di Tommaso Holland, 1º conte di Kent. Anna discendeva (era la bisnipote) dal figlio maschio terzogenito di Edoardo III, Lionello che era anche il fratello di Edmondo (padre di Riccardo). Edmondo era il quarto figlio maschio sopravvissuto a Edoardo III e Filippa di Hainaut. La nonna paterna era Isabella di Castiglia che era la figlia di Pietro I di Castiglia e Maria di Padilla. Roger Mortimer era figlio di Edmondo Mortimer, terzo conte di March e di Filippa Plantageneta, l'unica figlia di Lionello.

## Biografia

### Infanzia (1411-1432)
Venuto al mondo il 21 settembre 1411, Riccardo perse la madre pochi giorni dopo la nascita, a seguito delle conseguenze del parto.
All'età di quattro anni rimase orfano anche del padre, il conte di Cambridge il quale, nel luglio 1415, con altri nobili aveva organizzato una congiura, che si proponeva di porre suo cognato, Edmondo Mortimer, sul trono inglese al posto di Enrico V.
Riccardo, privato di tutti i suoi titoli e beni, fu mandato al patibolo, il 5 agosto di quello stesso anno, a Southampton Green, Hampshire, senza che Riccardo potesse ereditarne né le terre, né il titolo.
Nello stesso anno, anche lo zio paterno Edoardo Plantageneto, II duca di York, rimase ucciso nella battaglia di Azincourt del 25 ottobre 1415; pertanto, essendo Edoardo senza figli, Riccardo, suo parente maschio più prossimo, gli subentrò nel titolo, ereditandone le terre, nonostante qualche esitazione di Enrico V.
Data la sua condizione di orfano minorenne, le entrate e le terre (concentrate nel Lincolnshire, Northamptonshire, Yorkshire, Wiltshire e Gloucestershire) connesse al titolo di Duca di York, furono amministrate dalla corona che avrebbe potuto nominare o revocare il tutore affiancato al Duca.
Nell'ottobre del 1417, Enrico V assegnò la tutela di Riccardo a Ralph Neville, I conte di Westmorland e nominò Sir Robert Waterton quale istitutore: Neville, come era suo diritto, organizzò il fidanzamento tra il tredicenne Riccardo a sua figlia Cecilia Neville, che aveva allora nove anni.
Dopo la morte per peste, avvenuta in Irlanda, il 19 gennaio 1425, dell'altro zio, Edmondo Mortimer, anche lui senza eredi legittimi, il quattordicenne, Riccardo di York, l'unico figlio maschio di Riccardo e di Anna (l'unica dei fratelli di Edmondo ad avere avuto discendenza), divenne anche conte di March e conte dell'Ulster (e delle rispettive proprietà in Galles e presso Ludlow) ottenendo una rendita valutata attorno alle 3.430 £, come mostra il "Valor Ecclesiasticus" con riferimento all'anno 1443-1444.
Quando Ralph Neville morì, nell'ottobre del 1425, lasciò in eredità la tutela di York alla vedova Giovanna Beaufort (1375 - 1440).

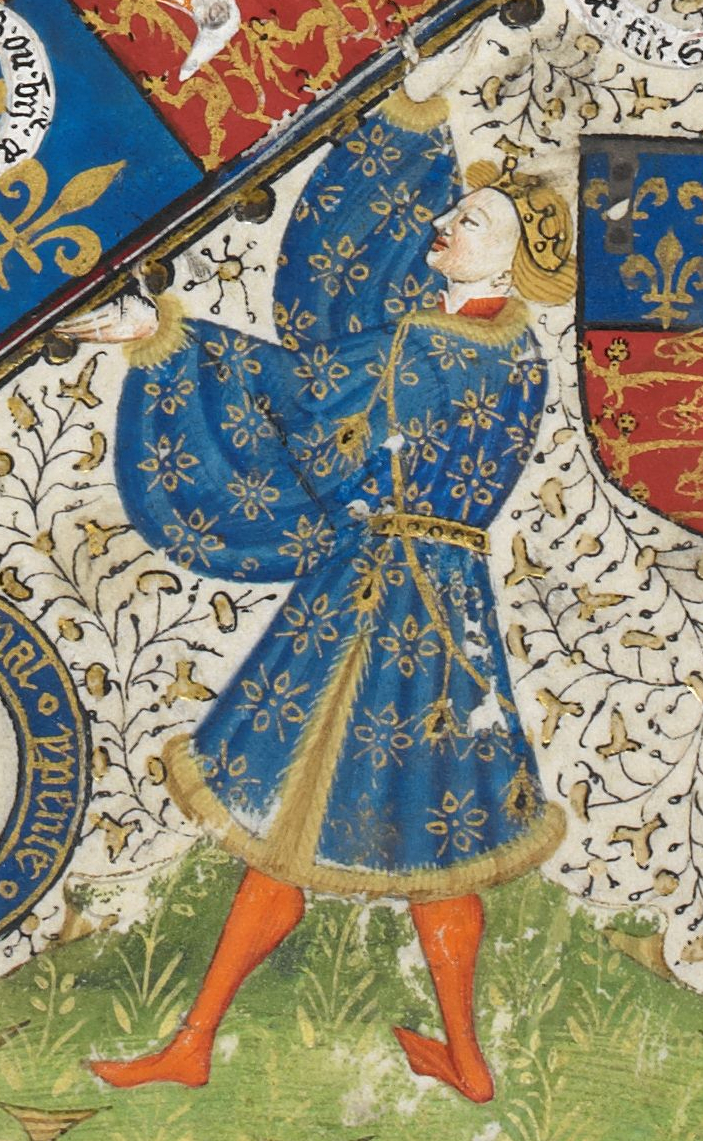
Riccardo Plantageneto nel 1445

Sui primi anni di vita di Riccardo si hanno poche informazioni. Riccardo fu nominato cavaliere il 19 maggio 1426 a Leicester da Giovanni Plantageneto, I duca di Bedford. Il matrimonio con Cecilia Neville fu celebrato nell'ottobre del 1429 ed il 6 novembre fu presente all'incoronazione di Enrico VI d'Inghilterra nell'Abbazia di Westminster. In seguito Riccardo seguì Enrico in Francia e fu presente alla sua incoronazione come re di Francia il 16 dicembre 1431 a Notre-Dame. Il 12 maggio 1432 entrò finalmente in possesso dell'eredità e del controllo delle sue proprietà.

### In Francia (1436-1439)
Le prime informazioni storiche su Riccardo di York riguardano la sua spedizione in Francia del maggio 1436. Le conquiste di Enrico V d'Inghilterra in Francia non potevano essere mantenute indefinitamente. Il Regno d'Inghilterra avrebbe avuto bisogno o di estendere le proprie conquiste per assicurarsi il dominio stabile sui francesi, o di concedere del territorio per poter ottenere un accordo negoziato.
Durante la minor età di Enrico VI, il Consiglio approfittò della debolezza dei francesi e dell'alleanza con la Borgogna per aumentare i possedimenti inglesi. Nel 1435, a Rouen, il luogotenente di Francia, Giovanni Plantageneto, I duca di Bedford, era morto all'improvviso e dopo la sua morte, errori diplomatici (la perdita dell'alleanza del duca di Borgogna, che in seguito al Trattato di Arras del 1435, cessò di riconoscere le pretese del Re d'Inghilterra al trono di Francia) e le sconfitte militari furono la causa principale della perdita di molti territori francesi.
A Riccardo, nominato luogotenente di Francia, fu affidato l'incarico di prendere misure provvisorie per cercare di mantenere i territori inglesi in Francia fino al momento in cui re Enrico avesse potuto assolvere pienamente ai propri compiti.
Riccardo sbarcò in Francia nel maggio 1436, quando Parigi (sua destinazione originaria) era caduta da circa un mese costrinse il suo esercito a stanziarsi in Normandia. In collaborazione coi capitani di Bedford, Riccardo ottenne alcuni successi, riconquistò Fécamp e mantenne il Pays de Caux, riuscendo a mantenere l'ordine e ad amministrare la giustizia nel ducato. In tale opera, tuttavia, il Duca lamentò spesso di non ricevere adeguato appoggio dalla corte, essendo spesso costretto a pagare le truppe con il danaro derivante dai propri possedimenti inglesi.
Il suo mandato fu esteso oltre i dodici mesi iniziali e Riccardo ritornò in Inghilterra nel novembre del 1439. Nonostante fosse uno dei principali nobili del regno, al suo ritorno non venne inserito nel Consiglio di Enrico VI.

### Di nuovo in Francia (1440-1445)
Enrico VI si rivolse di nuovo a Riccardo nel 1440 dopo il fallimento dei negoziati di pace. Fu nuovamente nominato luogotenente di Francia il 2 luglio con gli stessi poteri che erano stati garantiti a Bedford. Come nel 1437 poté godere della lealtà dei sostenitori di Bedford compresi sir John Fastolf e sir William Oldhall.
Nel 1443 comunque Enrico inviò in Francia un esercito di 8.000 uomini, guidato da John Beaufort, appena creato duca di Somerset, con l'intento di recuperare la Guascogna. Questo fatto tolse uomini e risorse a Riccardo in un momento in cui era in atto una strenua lotta per la difesa dei confini normanni. Oltre a ciò, anche i termini dell'incarico dato a Somerset fecero pensare a Riccardo che probabilmente il suo ruolo, in una Francia interamente in mano ai Lancaster, era stato ridotto puramente a quello di governatore della Normandia. Questo potrebbe essere stato l'inizio del rancore che Riccardo nutrì per la famiglia Beaufort, rancore che in seguito trovò sfogo nella guerra civile.
L'esercito inglese in Guascogna non riuscì ad ottenere nulla ed alla fine tornò in Normandia dove Somerset morì.
La politica inglese tornò quindi ad essere orientata verso la ricerca di un accordo di pace (o almeno di una tregua), perciò il resto del tempo trascorso da Riccardo in Francia fu impiegato nell'ordinaria amministrazione ed in questioni private. La duchessa Cecilia lo aveva accompagnato in Normandia e i suoi figli Edoardo, Edmondo ed Elisabetta nacquero a Rouen.

### In Irlanda (1445-1450)
Al termine dei cinque anni di incarico (tornò in Inghilterra il 20 ottobre), Riccardo aveva probabilmente qualche ragionevole aspettativa di riconoscimento. Egli era stato comunque in qualche modo associato con gli inglesi in Normandia che si erano opposti alla politica di Enrico riguardo alla Francia, alcuni dei quali (come ad esempio sir William Oldhall e sir Andrew Ogard) lo avevano seguito in Inghilterra. Alla fine, nel dicembre del 1446, la luogotenenza andò a Edmund Beaufort, II duca di Somerset, che era diventato conte di Somerset alla morte del fratello John. Tra il 1446 ed il 1447 Riccardo partecipò alle riunioni del Consiglio di Enrico VI e del Parlamento, ma la maggior parte del suo tempo fu spesa nell'amministrazione delle sue proprietà sulla frontiera gallese.
La morte di Umfredo Plantageneto, duca di Gloucester, zio di Enrico VI, lasciò Riccardo come apparente erede di Enrico, ma quest'ultimo non lo riconobbe mai ufficialmente e Riccardo continuò ad essere escluso dalla corte.
Inoltre il suo atteggiamento critico verso la resa da parte di Enrico VI del Maine e dell'Angiò potrebbe aver contribuito alla nomina del 30 luglio a luogotenente d'Irlanda, in certa misura una misura prevedibile.
La durata della sua carica fu di dieci anni, il che lo escluse dal poter essere preso in considerazione per qualsiasi altro ufficio che riguardassero sia la Francia che l'Inghilterra per tutto quel periodo ma fu anche una maniera conveniente di rimuoverlo da altri incarichi.
Affari privati lo trattennero in Inghilterra fino al giugno del 1449, ma quando infine partì, lo fece con Cecilia (all'epoca incinta) ed un esercito di circa 600 uomini.
Ciò suggeriva che fosse previsto una residenza in Irlanda durevole, invece Riccardo (dichiarando scarsità di fondi per mantenere i suoi possedimenti inglesi) decise di tornare in Inghilterra. 
In effetti le sue finanze avrebbero potuto avere qualche problema: negli anni quaranta era in credito di circa 40.000 sterline dalla Corona e le entrate dalle sue proprietà iniziavano a diminuire.

### Leader dell'opposizione (1450-1452)
Nel 1450 le sconfitte ed i fallimenti dei dieci anni precedenti si trasformarono in grave inquietudine politica. A gennaio Adam Moleyns, Lord del consiglio privato del re e vescovo di Chichester, venne linciato. A maggio il consigliere capo del re William de la Pole, I duca di Suffolk fu ucciso mentre si stava recando in esilio. I Comuni richiesero che il re revocasse molte delle donazioni di terre e denaro che aveva fatto ai suoi sostenitori.
In giugno il Kent ed il Sussex si sollevarono. Condotti da Jack Cade (che assunse il nome di John Mortimer), i rivoltosi presero il controllo di Londra ed uccisero John Fiennes, primo barone di Saye e Sele, Lord Tesoriere d'Inghilterra. Ad agosto le ultime città occupate dagli inglesi in Normandia caddero in mano ai francesi e i rifugiati si riversarono in Inghilterra.
Il 17 settembre Riccardo approdò a Beaumaris, sull'isola di Anglesey, in Galles. Dopo essere sfuggito ad un tentativo degli emissari di Enrico di intercettarlo ed aver raccolto durante il viaggio alcuni seguaci, egli arrivò a Londra il 27 settembre. Dopo un inconcludente (e forse violento) incontro col re, Riccardo continuò a reclutare seguaci, sia in Anglia orientale che nell'ovest. Le violenze a Londra furono tali che Somerset, che era tornato in Inghilterra in quanto richiamato da Enrico VI per fronteggiare Riccardo, venne fatto rifugiare nella Torre di Londra per la propria sicurezza. A dicembre il Parlamento elesse presidente il ciambellano di Riccardo, sir William Oldhall.
L'atteggiamento pubblico di Riccardo fu quello del riformatore, chiese un governo migliore e l'incriminazione dei traditori che avevano perduto la Francia del nord. Giudicando dalle sue azioni successive, probabilmente ebbe anche un'altra mira: la rovina di Somerset (l'unico maschio ancora in vita del casato dei Lancaster). Sebbene ricoprisse anche alte cariche, Riccardo mancò sempre di un appoggio maggioritario sia in parlamento che al di fuori di esso.
Comunque nel febbraio 1451 Riccardo partecipò alla definitiva stroncatura della ribellione del Kent, detta la mietitura delle teste.
Nell'aprile del 1451, Somerset fu rilasciato dalla Torre di Londra e nominato Capitano di Calais. Quando, a maggio, Thomas Young, un parlamentare di Bristol, propose che Riccardo venisse riconosciuto come erede al trono, Young venne rinchiuso nella torre ed il Parlamento venne sciolto. Enrico VI fu sollecitato a promuovere tardive riforme che avrebbero in qualche modo dovuto ripristinare l'ordine pubblico e migliorare le finanze reali. Frustrato dalla sconfitta politica, Riccardo si ritirò a Ludlow.
Nel 1452 riprovò l'ascesa al potere, non tanto per diventare re egli stesso, quanto per farsi riconoscere come erede di Enrico VI, cercando nel contempo di eliminare la concorrenza del duca di Somerset (che, come discendente dei Beaufort, del casato dei Lancaster,era preferito da Enrico come successore). Riccardo marciò da Ludlow verso Londra raccogliendo sostenitori durante il suo percorso, solo per poi trovare però le porte della città sbarrate di fronte a lui per ordine del re. Riccardo quindi, col proprio esercito in grande inferiorità e sostenuto da poche famiglie nobili, si diresse nel Kent, per avere l'appoggio dei rivoltosi del 1450, ma senza successo, e fu fermato a Dartford dalle truppe lealiste e costretto a giungere ad un accordo con Enrico. Gli venne consentito di presentare al re le sue rimostranze contro Somerset, poi venne condotto a Londra e, dopo due settimane di arresti domiciliari, fu costretto ad un giuramento di sottomissione nella Cattedrale di San Paolo.

### Lord Protettore
Il 13 ottobre 1453, nacque il figlio di Enrico VI, Edoardo di Lancaster, Principe di Galles, ma nello stesso periodo, il re cadde in uno stato di ebetismo totale. La regina, Margherita chiese la reggenza, ma nel marzo 1454, Riccardo di York fu nominato protettore del regno, ottenendo finalmente la posizione di peso che aveva desiderato, mentre la regina fu completamente esclusa dal governo e Somerset imprigionato nella Torre di Londra per essere giudicato. York mise Somerset sotto accusa, ma intervenne la regina Margherita per impedirne il processo. Oltre a ciò, molti seguaci di Riccardo sparsero la voce, mai provata, che il figlio del re non fosse suo, bensì di Somerset. La reggenza di Riccardo di York fu impegnata nell'affrontare il problema delle spese esagerate del governo. Il giorno di Natale del 1454, il re si riprese e l'influenza di Somerset riprese vigore, mentre Riccardo di York fu nuovamente isolato.
Nel contempo, la guerra in Francia, nonostante un'avanzata inglese in Aquitania che aveva permesso la riconquista di Bordeaux volgeva al termine, con la sconfitta degli inglesi.
York intanto aveva guadagnato un alleato importante, Richard Neville Conte di Warwick, uno dei più influenti notabili e forse più ricco di York stesso.

### Inizio della guerra delle due rose (1455-1460)

Stemma di Riccardo, III duca di York.

Riccardo e il conte di Warwick, nella primavera del 1455, raccolsero delle truppe, marciarono su Londra e alla fine di maggio, arrivarono a St Albans, già occupata dalle truppe realiste, comandate dal Somerset, che sapendo di essere inferiore di numero, aveva ordinato di costruire delle barricate. Dopo un inutile tentativo di trattative, Riccardo diede ordine di attaccare ed entrati in città, combattendo per le strade e negli orti, i suoi sconfissero le truppe reali (il 22 maggio 1455 nella Prima battaglia di St Albans). Somerset perse la vita assieme al cugino di Riccardo, il conte di Northumberland, che militava coi Lancaster; il re, Enrico VI, fu leggermente ferito, in pratica prigioniero, fu condotto, prima, al Castello di Hertford, e poi a Westminster dove fu convocato il parlamento, che di malavoglia emanò un'amnistia per tutti i ribelli e nello stesso tempo confermava Enrico re e suo figlio principe di Galles.
In novembre il re ebbe una ricaduta e Riccardo di York fu nominato protettore, per la seconda volta; prima della fine dell'anno, Enrico si riprese e pur rimanendo Riccardo come consigliere del re, i loro rapporti peggiorarono, soprattutto per le ingerenze della regina, Margherita d'Angiò, che, nell'agosto 1456, condusse Enrico nei possedimenti dei Lancaster e a Coventry organizzò un incontro in cui Riccardo e i suoi amici dovettero giurare fedeltà al re, ma dopo tale sottomissione si allontanarono nuovamente dalla corte e iniziarono a prepararsi ad un nuovo scontro.
Dopo che, nel marzo 1458, fu inscenata, nella Cattedrale di San Paolo, a Londra, una pacificazione fittizia, detta giornata d'amore, da ambo le parti, si continuò a preparare lo scontro armato: Riccardo, Warwich, con parte della guarnigione di Calais, di cui era comandante, e i loro alleati, dopo una parziale vittoria a Blore Heath, nello Staffordshire si erano riuniti, a Ludlow, nel settembre 1459, ma quando l'esercito realista cominciò ad avanzare nello Shropshire, gli yorkisti si dispersero nella rotta di Ludford, nello Shropshire.
Il duca Riccardo e il suo secondogenito, Edmondo, conte di Rutland, si ritirarono prima in Galles e poi in Irlanda, dove furono accolti con entusiasmo, mentre l'erede di Riccardo, Edoardo, conte di March si ritirò a Calais con Warwich. Il parlamento giudicò i ribelli, in contumacia, colpevoli di tradimento.
Comunque il governo, nel tentativo di recuperare la sua perduta autorità esercitò il potere in modo oppressivo e la popolazione, ma soprattutto i nobili divennero ostili ad Enrico VI e spalleggiarono le rivendicazioni degli York appoggiando, nel giugno del 1460, lo sbarco a Sandwich, nel Kent di Edoardo di March e Warwich, che, il 2 luglio entrarono a Londra e dato che le truppe regie erano divise, nella battaglia di Northampton (10 luglio 1460), trionfarono sulle truppe dei Lancaster che si erano riunite intorno al re, a Coventry. Dato che il re era stato fatto prigioniero, si attese l'arrivo di Riccardo, che convocò il parlamento, che si riunì in ottobre. Riccardo chiese esplicitamente di essere eletto re al posto di Enrico, ma il parlamento rifiutò, e dopo quindici giorni di discussioni, Enrico fu confermato re a vita, però Riccardo fu nominato suo erede, escludendo dalla successione il principe di Galles, Edoardo di Lancaster.
Riccardo, nel frattempo, era stato nominato di nuovo protettore del regno, a causa della malattia di Enrico VI.
La regina Margherita, anche con l'appoggio degli scozzesi, aveva raccolto nel nord un imponente esercito che, nel dicembre di quello stesso anno era riunito nello Yorkshire e ora si stava avviando verso sud.
Nel frattempo, Riccardo che si era ritirato nel suo castello di Sandal, presso Wakefield, per festeggiare il Natale, uscì per affrontare i lancasteriani in campo aperto, e, il 30 dicembre 1460, davanti alle porte della città.  Durante la Battaglia di Wakefield Riccardo perse la vita, mentre suo figlio, Edmondo, conte di Rutland, fu pugnalato a morte dopo lo scontro.
Dopo la battaglia le teste di Riccardo e quella di suo figlio, Edmondo, furono poste su delle picche e portate in trionfo dai lancasteriani. La testa di Riccardo, con una corona, di carta e paglia, sul capo, fu poi posta su una delle porte di York, la Micklegate Bar.
Riccardo di York fu poi tumulato, assieme al figlio, Edmondo, nella chiesa di Fotheringhay, nel Northamptonshire, dove era già stato tumulato lo zio, Edoardo di York e dove sarà raggiunto dalla moglie, Cecilia Neville.
Alla morte di Riccardo il figlio maschio primogenito, Edoardo, divenuto il capo del casato di York, continuò nelle ostilità e, poco più di due mesi dopo la morte del padre e del fratello, il 4 marzo 1461, col nome di Edoardo IV, fu eletto re d'Inghilterra, per la prima volta, e con la vittoria di Towton (North Yorkshire), del 29 marzo 1461, mise fine alla prima fase cruenta della guerra delle due rose. Gli York dopo Edoardo IV ebbero altri due sovrani, Edoardo V, figlio di Edoardo IV (che di fatto non regnò mai) e Riccardo III, figlio di Riccardo di York. Infine Elisabetta di York, figlia di Edoardo IV, fu la regina consorte del lancasteriano Enrico VII Tudor.

## Discendenza
Riccardo da Cecilia Neville ebbe dodici figli: 
1. Anna di York, duchessa di Exeter (10 agosto 1439 - 14 gennaio 1476), consorte di Henry Holland, terzo duca di Exeter.
2. Enrico di York (10 febbraio 1441 - morto in tenera età).
3. Edoardo IV d'Inghilterra (28 aprile 1442 - 9 aprile 1483).
4. Edmondo, conte di Rutland (17 maggio 1443 - 31 dicembre 1460).
5. Elisabetta di York, duchessa di Suffolk (22 aprile 1444 - 1503), consorte di John de la Pole, II duca di Suffolk (la cui prima moglie fu Margaret Beaufort).
6. Margherita di York (3 maggio 1446 - 23 novembre 1503). Sposata con Carlo I di Borgogna.
7. Guglielmo di York (7 luglio 1447 - morto in tenera età).
8. Giovanni di York (7 novembre 1448 - morto in tenera età).
9. Giorgio Plantageneto, I duca di Clarence (21 ottobre 1449 - 18 febbraio 1478). Sposato con Isabella Neville. Genitori di Margaret Pole la cui suocera era la sorellastra di Margaret Beaufort.
10. Tommaso di York (circa 1451 - morto in tenera età).
11. Riccardo III d'Inghilterra (2 ottobre 1452 - 22 agosto 1485). Sposato con Anna Neville, sorella di Isabella Neville.
12. Ursula di York (22 luglio 1455 - morta in tenera età).

## Ascendenza
|                                               |                                      |                                     | Genitori                                  |  |  | Nonni |  |  | Bisnonni                  |  |  | Trisnonni                |  |
|                                               |                                      |                                     |                                           |  |  |       |  |  | Edoardo III d'Inghilterra |  |  | Edoardo II d'Inghilterra |  |
|                                               |                                      |                                     |                                           |  |  |       |  |  | Edoardo III d'Inghilterra |  |  | Edoardo II d'Inghilterra |  |
|                                               |                                      | Isabella di Francia                 |                                           |  |  |       |  |  | Edoardo III d'Inghilterra |  |  |                          |  |
| Edmondo Plantageneto, I duca di York          |                                      |                                     |                                           |  |  |       |  |  | Edoardo III d'Inghilterra |  |  |                          |  |
|                                               |                                      | Filippa di Hainaut                  | Guglielmo I di Hainaut                    |  |  |       |  |  |                           |  |  |                          |  |
|                                               |                                      | Filippa di Hainaut                  | Guglielmo I di Hainaut                    |  |  |       |  |  |                           |  |  |                          |  |
|                                               |                                      | Filippa di Hainaut                  | Giovanna di Valois                        |  |  |       |  |  |                           |  |  |                          |  |
| Riccardo Plantageneto, III conte di Cambridge |                                      | Filippa di Hainaut                  |                                           |  |  |       |  |  |                           |  |  |                          |  |
|                                               |                                      | Pietro I di Castiglia               | Alfonso XI di Castiglia                   |  |  |       |  |  |                           |  |  |                          |  |
|                                               |                                      | Pietro I di Castiglia               | Alfonso XI di Castiglia                   |  |  |       |  |  |                           |  |  |                          |  |
|                                               |                                      | Pietro I di Castiglia               | Maria del Portogallo                      |  |  |       |  |  |                           |  |  |                          |  |
| Isabella di Castiglia                         |                                      | Pietro I di Castiglia               |                                           |  |  |       |  |  |                           |  |  |                          |  |
|                                               |                                      | Maria di Padilla                    | Giovanni Diego Garcia de Padilla          |  |  |       |  |  |                           |  |  |                          |  |
|                                               |                                      | Maria di Padilla                    | Giovanni Diego Garcia de Padilla          |  |  |       |  |  |                           |  |  |                          |  |
|                                               |                                      | Maria di Padilla                    | Maria Fernández de Henestrosa             |  |  |       |  |  |                           |  |  |                          |  |
| Riccardo di York                              |                                      | Maria di Padilla                    |                                           |  |  |       |  |  |                           |  |  |                          |  |
|                                               | Edmondo Mortimer, III conte di March | Ruggero Mortimer, II conte di March |                                           |  |  |       |  |  |                           |  |  |                          |  |
|                                               | Edmondo Mortimer, III conte di March | Ruggero Mortimer, II conte di March |                                           |  |  |       |  |  |                           |  |  |                          |  |
|                                               | Edmondo Mortimer, III conte di March | Filippa Montacute                   |                                           |  |  |       |  |  |                           |  |  |                          |  |
| Ruggero Mortimer, IV conte di March           | Edmondo Mortimer, III conte di March |                                     |                                           |  |  |       |  |  |                           |  |  |                          |  |
|                                               |                                      | Filippa Plantageneta                | Lionello Plantageneto, I duca di Clarence |  |  |       |  |  |                           |  |  |                          |  |
|                                               |                                      | Filippa Plantageneta                | Lionello Plantageneto, I duca di Clarence |  |  |       |  |  |                           |  |  |                          |  |
|                                               |                                      | Filippa Plantageneta                | Elisabetta de Burgh                       |  |  |       |  |  |                           |  |  |                          |  |
| Anna Mortimer                                 |                                      | Filippa Plantageneta                |                                           |  |  |       |  |  |                           |  |  |                          |  |
|                                               |                                      | Thomas Holland, II conte di Kent    | Thomas Holland, I conte di Kent           |  |  |       |  |  |                           |  |  |                          |  |
|                                               |                                      | Thomas Holland, II conte di Kent    | Thomas Holland, I conte di Kent           |  |  |       |  |  |                           |  |  |                          |  |
|                                               |                                      | Thomas Holland, II conte di Kent    | Giovanna di Kent                          |  |  |       |  |  |                           |  |  |                          |  |
| Alianore Holland                              |                                      | Thomas Holland, II conte di Kent    |                                           |  |  |       |  |  |                           |  |  |                          |  |
|                                               |                                      | Alice FitzAlan                      | Richard FitzAlan, X conte di Arundel      |  |  |       |  |  |                           |  |  |                          |  |
|                                               |                                      | Alice FitzAlan                      | Richard FitzAlan, X conte di Arundel      |  |  |       |  |  |                           |  |  |                          |  |
|                                               |                                      | Alice FitzAlan                      | Eleonora di Lancaster                     |  |  |       |  |  |                           |  |  |                          |  |
|                                               |                                      | Alice FitzAlan                      |                                           |  |  |       |  |  |                           |  |  |                          |  |